# Marathon Motor Works

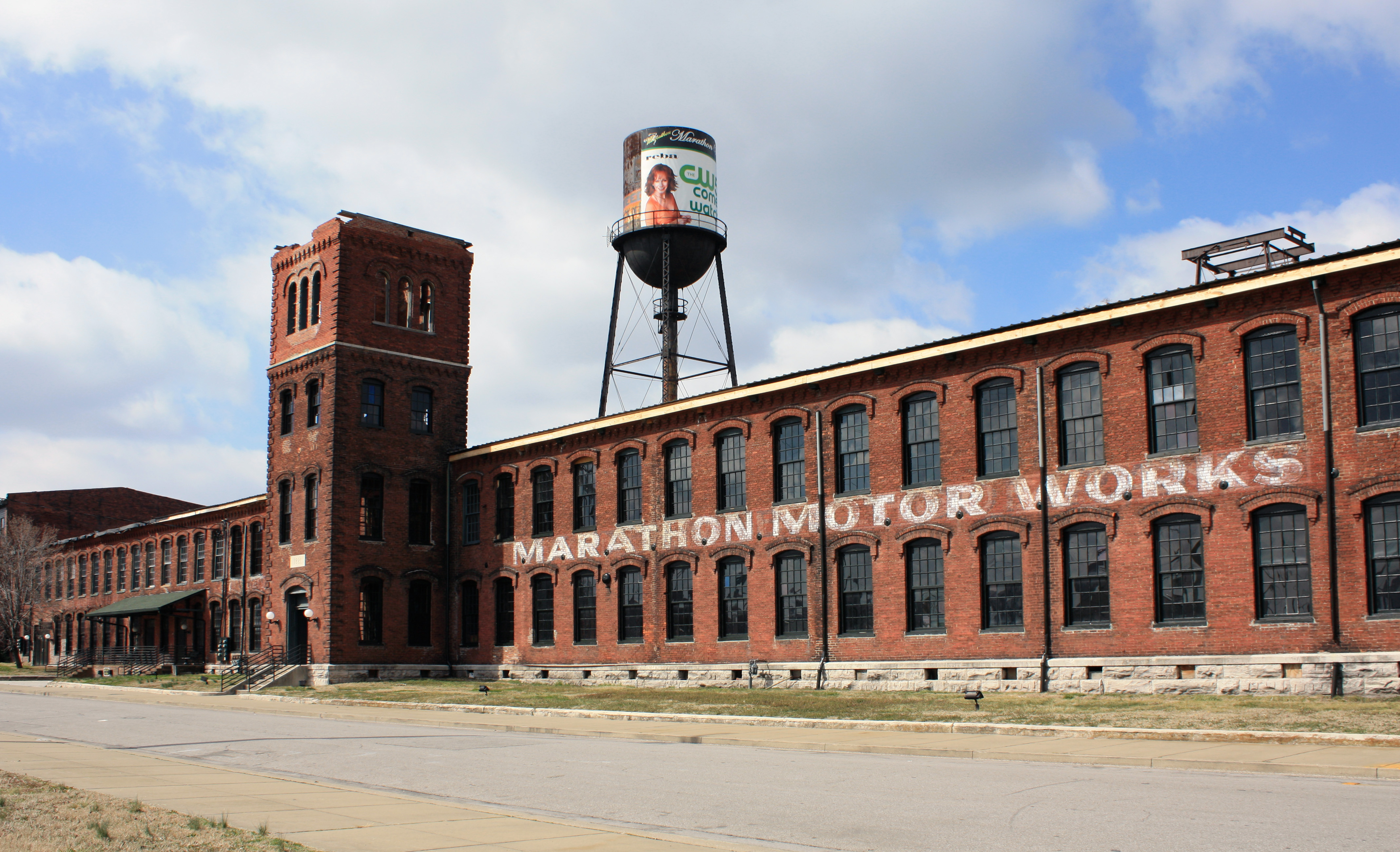
Das Werk der Marathon Motor Works

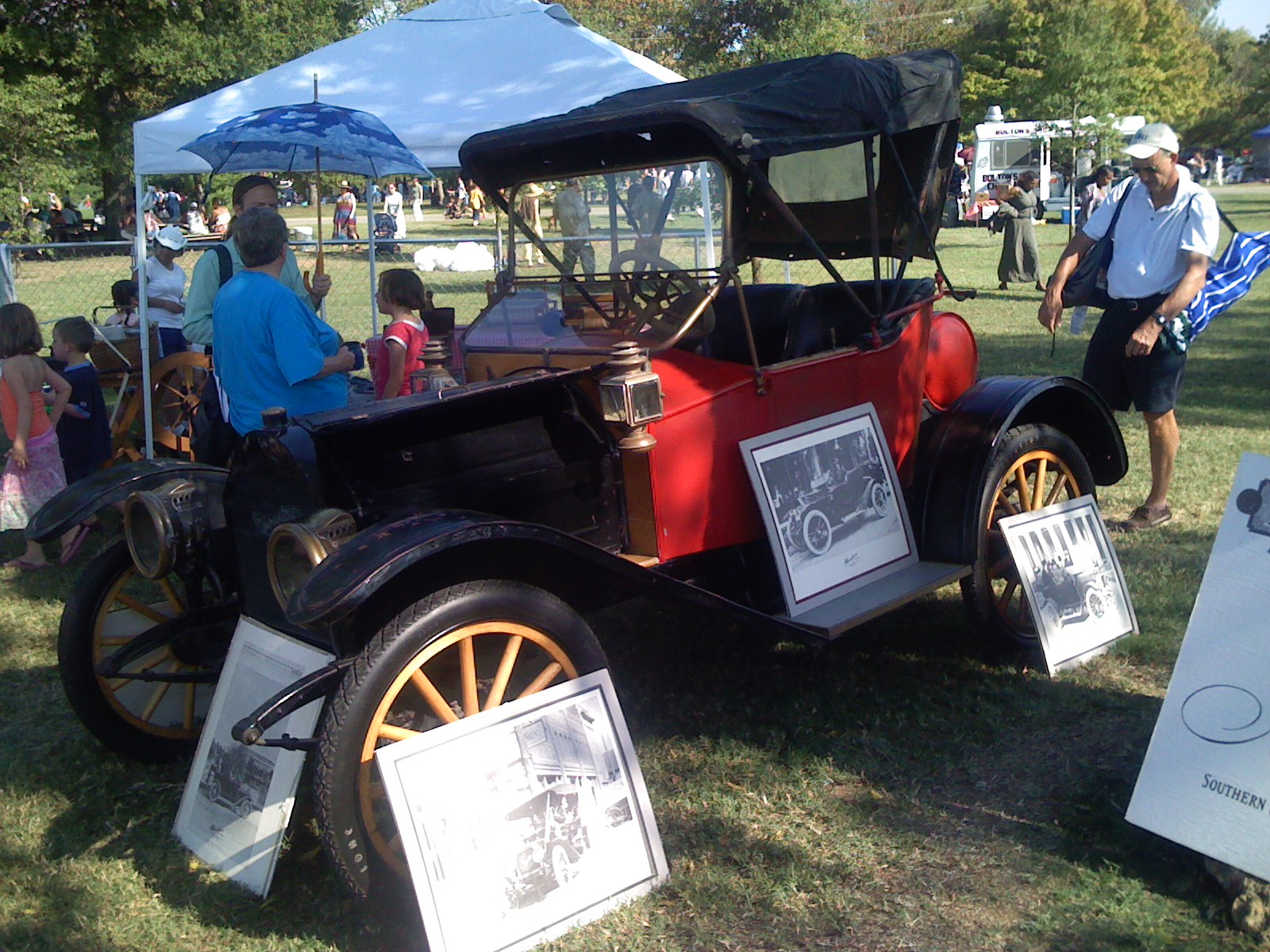
Marathon

Marathon Motor Works, vorher Southern Motor Works, war ein US-amerikanischer Hersteller von Automobilen.

## Vorgeschichte
Die Ursprünge liegen in der 1884 in Jackson in Tennessee gegründeten Southern Engine & Boiler Works. Um 1900 waren 300 Personen beschäftigt. Ab dieser Zeit entstanden Motoren. 1906 begannen Experimente mit Automobilen. William Henry Collier war der Konstrukteur. Laut einer Quelle entstanden 1907 die ersten Fahrzeuge.

## Unternehmensgeschichte
Southern Motor Works wurde 1908 im gleichen Ort gegründet. In dem Jahr begann die Produktion von Automobilen. Die Markennamen lauteten Southern und Marathon. 1910 zog das Unternehmen nach Nashville in Tennessee und benannte sich in Marathon Motor Works um. Der Markenname Southern wurde fallengelassen.
Im Mai 1914 kam es zu finanziellen Schwierigkeiten. Driggs-Seabury Ordnance Company beantragte den Bankrott wegen Außenständen von knapp 9000 US-Dollar. Der Antrag wurde abgewiesen. Trotzdem endete 1914 die Fahrzeugproduktion. Die Herff-Brooks Corporation übernahm die Maschinen. Etwa 1918 wurde das Unternehmen aufgelöst.

## Fahrzeuge
Alle Fahrzeuge hatten einen Vierzylindermotor. Sie unterschieden sich bezüglich der Motorleistung, des Radstandes und der Aufbauten.
Von 1908 bis 1909 gab es das Model C. Der Motor war mit 30/35 PS angegeben. Das Fahrgestell hatte 274 cm Radstand. Zur Wahl standen Tourenwagen mit fünf Sitzen, Tourabout mit vier Sitzen und Roadster mit drei und mit vier Sitzen.
1910 folgten Model 10 als Roadster und Model M-10 als Tourenwagen. Der Motor leistete 30 PS. Der Radstand betrug 284 cm.
1911 wurde daraus der 35 HP. Die Motorleistung war auf 35 PS erhöht worden. Tourenwagen, Roadster, ein weiterer Tourenwagen mit vorderen Türen und ein Torpedo-Roadster hatten 295 cm Radstand. Außerdem gab es einen Torpedo-Tourenwagen mit 305 cm Radstand.
1912 standen vier Modelle im Sortiment. Im Model K-20 leistete der Motor 20 PS. Überliefert sind Roadster mit 229 cm Radstand und Roadster mit vorderen Türen und 244 cm Radstand. Das Model L-30 hatte einen 30-PS-Motor. Der Radstand betrug 295 cm. Erhältlich waren ein Tourenwagen mit vorderen Türen und ein Torpedo-Roadster. Im Model M-40 leistete der Motor 35 PS. Der Radstand maß 305 cm. Zur Wahl standen Torpedo, Tourenwagen mit vorderen Türen und Roadster. Spitzenmodell war das Model N-50. Der Motor war mit 45 PS angegeben. Das Fahrgestell hatte 314 cm Radstand. Neben Tourenwagen mit vorderen Türen und einem Roadster gab es erstmals eine Limousine.
Ab 1913 wurden die unterschiedlichen Modelle in Series eingeteilt. Die Runner Series war das billigste Modell. 25 PS Motorleistung und 264 cm Radstand waren die Daten. Karosseriert waren die Fahrzeuge als leichter Lieferwagen, zweisitziger Roadster, fünfsitziger Tourenwagen und zweisitziges Coupé. Die Winner Series hatte einen Motor mit 35 PS Leistung und ein Fahrgestell mit 295 cm Radstand. Das Karosserieangebot entsprach dem kleineren Modell, abgesehen vom Fehlen des Lieferwagens. In der Champion Series leistete der Motor 45 PS. Der Radstand betrug 312 cm. Neben einem Roadster mit zwei Sitzen gab es Tourenwagen mit fünf und mit sieben Sitzen.
1914 betraf eine Änderung die Verlängerung des Radstandes bei den beiden kleineren Modelle um 5 cm. Alle Modelle waren als Tourenwagen und Roadster erhältlich.

## Modellübersicht
| Jahr      | Modell          | Zylinder | Leistung (PS) | Radstand (cm) | Aufbau                                                                        |
| --------- | --------------- | -------- | ------------- | ------------- | ----------------------------------------------------------------------------- |
| 1908–1909 | Model C         | 4        | 30/35         | 274           | Tourenwagen 5-sitzig, Tourabout 4-sitzig, Roadster 3-sitzig und 4-sitzig      |
| 1910      | Model 10        | 4        | 30            | 284           | Roadster                                                                      |
| 1910      | Model M-10      | 4        | 30            | 284           | Tourenwagen                                                                   |
| 1911      | 35 HP           | 4        | 35            | 295           | Tourenwagen, Roadster, Fore-Door Tourenwagen, Torpedo Roadster                |
| 1911      | 35 HP           | 4        | 35            | 305           | Torpedo Tourenwagen                                                           |
| 1912      | Model K-20      | 4        | 20            | 229           | Roadster                                                                      |
| 1912      | Model K-20      | 4        | 20            | 244           | Fore-Door Roadster                                                            |
| 1912      | Model L-30      | 4        | 30            | 295           | Fore-Door Tourenwagen, Torpedo Roadster                                       |
| 1912      | Model M-40      | 4        | 35            | 305           | Torpedo, Fore-Door Tourenwagen, Roadster                                      |
| 1912      | Model N-50      | 4        | 45            | 314           | Fore-Door Tourenwagen, Roadster, Limousine                                    |
| 1913      | Runner Series   | 4        | 25            | 264           | leichter Lieferwagen, Roadster 2-sitzig, Tourenwagen 5-sitzig, Coupé 2-sitzig |
| 1913      | Winner Series   | 4        | 35            | 295           | Roadster 2-sitzig, Tourenwagen 5-sitzig, Coupé 3-sitzig                       |
| 1913      | Champion Series | 4        | 45            | 312           | Roadster 2-sitzig, Tourenwagen 5-sitzig und 7-sitzig                          |
| 1914      | Runner Series   | 4        | 25            | 269           | Tourenwagen, Roadster                                                         |
| 1914      | Winner Series   | 4        | 35            | 300           | Tourenwagen, Roadster                                                         |
| 1914      | Champion Series | 4        | 45            | 312           | Tourenwagen, Roadster                                                         |

## Produktionszahlen
Laut einer Quelle wurden 1907 bereits 20 Fahrzeuge gefertigt, während andere Quellen den Produktionsbeginn auf 1908 legen. Für 1908 sind 200 Fahrzeuge überliefert und für das Folgejahr 400. Die Kapazität betrug 800 Fahrzeuge im Jahre 1909 und 1500 im nächsten Jahr, wobei unklar bleibt, wie viele tatsächlich produziert wurden. Pläne für 1912 beliefen sich auf 3600 Fahrzeuge und danach auf 5000.
Laut einer Quelle existiert noch ein Fahrzeug. Eine andere Quelle hat Kenntnis von einem Tourenwagen von 1912 im Marathon Village & Museum von Barry Walker sowie ein paar weiteren. So soll sich ein Fahrzeug im restaurierungsbedürftigen Zustand in Argentinien befinden und ein demontiertes in Australien. Auf der Internetseite des Museums sind drei Fahrzeuge zu sehen, die nicht alle komplett sind.